# Парете
Парѐте (на италиански: Parete) е град и община в Южна Италия, провинция Казерта, регион Кампания. Разположен е на 62 m надморска височина. Населението на общината е 11 048 души (към 2010 г.).